# Trude Sojka
Gertrud Herta Sojková Baum, známá jako Trude Sojka (9. prosince 1909 Berlín – 18. března 2007 Quito), byla česko-ekvádorská malířka a sochařka, tvůrkyně původní výtvarné techniky s využitím recyklovaných materiálů a cementu.

## Životopis

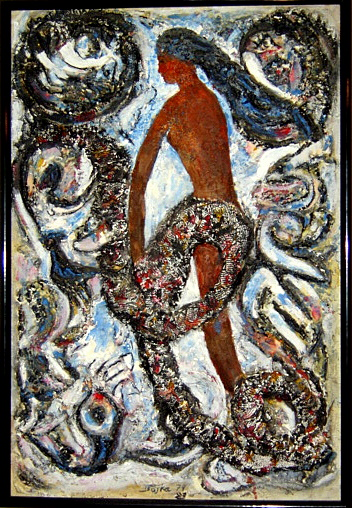
"Eva a had, po roce 1945

### Mládí
Narodila se 9. prosince 1909 v Berlíně, do bohaté české židovské rodiny. Podle rodinného archivu byl jejím otcem inženýr Rudolf Sojka, který byl s tehdejším ekvádorským prezidentem Eloyem Alfarou zapojen do obchodu s ekvádorskou železnicí. Se svou ženou, Hedvikou Baumovou měl Rudolf Sojka tři děti: Waltra (narozen 1907), Gertrudu a Edith. Rodina se brzy po narození dětí přestěhovala do Prahy, do ulice Na Poříčí v blízkosti vlakového nádraží.
Již od dětství se zajímala o umění. Na střední škole se naučila německy, česky, řecky, latinsky a anglicky. Navštěvovala také internátní letní školu ve švýcarském Lausanne, kde se využovala francouzština, hudba a výtvarné umění, vyměňovala si výkresy se svými kamarádkami.
Po dokončení střední školy v roce 1927 ji otec zapsal proti její vůli na ekonomickou fakultu, kterou považoval, na rozdíl od umění, za solidní obor. Trude vyprávěla, že se tam tak nudila, že trávila čas kreslením karikatur učitelů. Tajně, aby otec nevěděl, pak začala studovat Akademii výtvarných umění v Berlíně. Její velký malířský talent jí brzy umožnil vystavovat v Märkisches Muzeu. Ve dvaceti sedmi letech, v roce 1936, absolvovala akademii jako jedna z nejlepších studentek. Její otec zemřel již o několik let dříve na infarkt.

### Období holocaustu
V roce 1938 se Trude vdala za slovenského úředníka Dezidera Schwarze. Sojkovi nebyli věřící, a tak nerozpoznali včas nebezpečí, které jim za nacistického režimu hrozilo. Nejdříve byla v roce 1942 nedaleko koncentračního tábora Malý Trostinec zastřelena Trudina matka. V roce 1943 její sestra Edith se svým manželem Arthurem Porgesem a synem Karlem byli deportováni do koncentračního tábora v Terezíně a odtud později deportováni do koncentračního tábora v Osvětimi, kde byli zavražděni.  Trude Sojka s manželem Deziderem se dokázali až do roku 1944 skrývat na Slovensku v Nitře.
V září 1944, po vypuknutí Slovenského národního povstání, byla Truda s manželem odvezena do tábora nucených prací v Seredi u Nitry. V říjnu 1944 odtamtud byli deportováni do koncentračního tábora v Osvětimi. Trude svého manžel už nikdy neviděla a nedochovaly se o jeho osudu žádné zprávy. Pravděpodobně zemřel při pochodu smrti. Trude v Osvětimi měsíc pracovala v továrně, pak byla přemístěna do tábora koncentračního tábora Gross Rosen v Rogožnici v polském Slezsku, později do Kudowy Zdroje (Sąkiše) a od března 1945 do pracovního tábora Zittwerke A.G. v Sieniawce (německy), kde Kunkers změstnával mnoho těhotných židovských žen při stavbě letadel a jiných strojů. Již v Osvětimi se jí narodila dcera, která tam také zemřela. 
Po osvobození se Trude vrátila do Prahy do svého domu, který během války zabral SS. Žila zde jeden rok, věnovala se keramice česko-německým překladům. Pak požádala o vystěhování do Ekvádoru, kde již žil její bratr Waltre s manželkou. VDozvěděla se o nich prostřednictvím výzvy mezinárodního Červeného kříže. Týmž prostřednictvím do Ekvádoru vycestoval Hans Steinitz, který také za války prošel koncentračními tábory. V roce 1948 se za něj Trude provdala a narodila se jim dcera Eva.

### Život v Ekvádoru
Na výstavě a na slavnostní recepci v ekvádorském kulturním domě Benjamína Carrióna byla vyznamenána titulem „Emeritní umělkyně“. Zároveň vyšla kniha Rodriga Villacise Moliny „Dva životy Trude Sojky". To jsou jen některé z mnoha poct, jichž se jí dostalo v Ekvádoru, Spojených státech amerických a Francii, včetně výstav ve městech Guaranda a Riobamba.
V roce 2001 ji postihla mozková mrtvice, podařilo se jí uzdravit s minimální ztrátou paměti, a tak pokračovala v tvorbě obrazů, soch z cementu a recyklovaných materiálů až do svých devadesáti pěti let. Když jí zeslábly ruce, zanechala práce s cementem, nicméně nepřestala malovat a kreslit až do konce svého života.
Na počátku roku 2007 začala mít problémy s dýcháním. Dne 18. února téhož roku, přesně rok po smrti její dcery „Chely“ (Evy Steinitz), kterou před ní zatajili, aby ji ušetřili bolesti, byla převezena do nemocnice, kde setrvala několik dní. Tam dostala druhou mozkovou mrtvici. Její dcery se pak rozhodly přivézt ji zpět domů, kde zemřela 18. března na respirační selhání. Je pohřbena na židovském hřbitově v Quitu po boku svého manžela.

## Umělecká díla

### Vlivy
Její výtvarné práce  se vyvíjely v závislosti na životních situacích a zážitcích. Během studia na Akademii výtvarných umění v Berlíně se seznámila s německým a židovským expresionismem výtvarné skupiny Die Brücke). Poznala práce Marca Chagalla, Chaïma Soutina a Georgese Rouaulta. Velmi obdivovala sochy Ernsta Barlacha a je pravděpodobné, že osobně poznala i expresionisticko-realistické dílo Käthe Kollwitzové. Přiklonila se tedy k tomuto avantgardnímu směru.

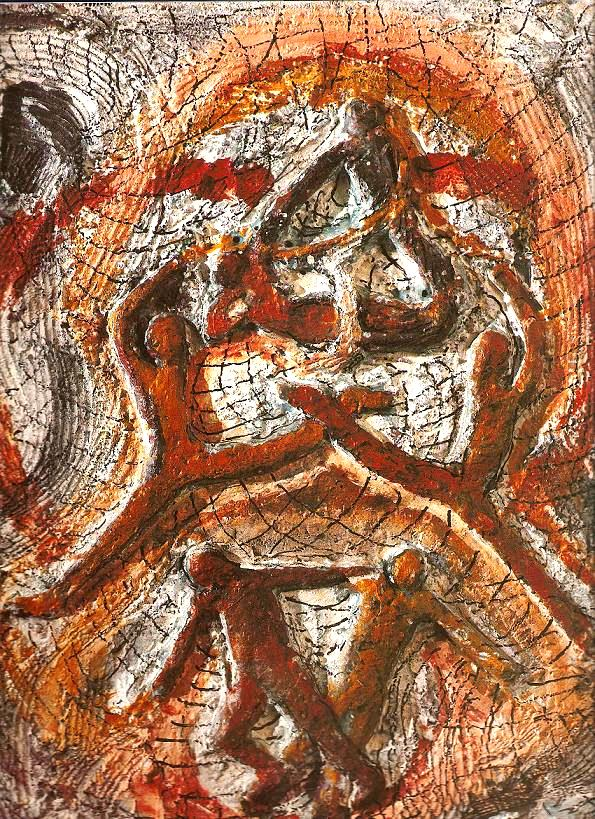
mezi dráty Osvětimi, akrylové barvy na cementu, (1974)

Jakmile se usadila v Quitu, začala pracovat v řemeslnické dílně továrny Akios, kterou vedl její bratr Waltre Sojka s manželkou Liddy. Zaměstnávali řadu původních ekvádorských obyvatel, zručných ve výrobě tradičních folklórních předmětů, jež začali dokonce i exportovat do dalších zemí Ameriky a Evropy. Trude Sojka se tak dostala do bezprostředního kontaktu s těmito domorodými zaměstnanci. Kromě nich se seznámila se slavným ekvádorským umělcem Guayasamínem a stala se jeho učitelkou sochařství. Navázala také pevné přátelství s Pilar Bustosovou.

### Témata
Již v Evropě se Trude začala zajímat o primitivní umění Afriky, Oceánie a Ameriky, jež bylo jedním z inspiračních zdrojů expresionismu. Znalosti nejdříve čerpala z návštěv berlínských etnografických muzeí. Když se po válce v roce 1946, přestěhovala do Ekvádoru, začala detailně studovat andskou předkolumbovskou symboliku a emblematiku. Její první ekvádorské obrazy, vytvořené v padesátých letech,  zachycují zážitky z koncentračního tábora: ostnaté dráty, smutný průvod žen směřující do plynových komor. Jsou plné úzkosti a osamělosti, ale také pocitů, jež jí pomohly přežít všechny hrůzy: naděje na svobodu a nový život. Trude postupně pronikala hlouběji do předkolumbovských kultur, obzvláště ji zajímalo tradiční ekvádorské umění a náboženství. Postavy z ekvádorské mytologie zachytila stylem evropského expresionismu a vytvořila tak naprosto jedinečné malby. Postupně se její díla stávala veselejšími, nadějnějšími. Zobrazovala přírodu, vesmír, duchovní náměty, zachycovala své nostalgické vzpomínky na milované Československo. Na konci 20. století se jí narodily vnučky a její obrazy se staly křehčími, například známá malba Pohádka o žlutých motýlech (El cuento de las mariposas amarillas).  

### Malířské techniky
Její práce jsou také velmi specifické používáním neobvyklých technik malby. Pracovala s cementem, což je velmi tvrdý materiál, který rychle tvrdne. Vytvářela tak své obrazy podobně jako sochy: přidala druhý rozměr tam, kde obvykle nacházíme jen hladký povrch. Na tento nápad přišla původně při své oblíbené práci s hlínou. Cement byl ale levnější a představoval větší výzvu. Pro uchycení cementu na dřevěnou či lepenkovou podložku používala lepidlo, jež její bratr, chemik Waltre Sojka, vynalezl speciálně pro ni. Byla navíc (v Ekvádoru a pravděpodobně v celé Latinské Americe) průkopnicí v používání recyklovaných materiálů jako jsou skleněné střepy, kovový šrot, konstrukce kol, obklady, víka od popelnic apod.  Pod vlivem traumatických zážitků v koncentračním táboře se naučila, že každá, byť sebenepatrnější věc má svou hodnotu. Šedé plochy pokrývala místo olejů akrylovými barvami, používanými často začátkem 50 let 20. století. Její díla jsou tudíž velmi těžká a křehká, snadno se mohou zlomit.

## Kulturní dům (Casa Cultural Trude Sojka CCTS)
Dne 12. března 2009, týden před druhým výročím její smrti, byl otevřen pro veřejnost její dům, který její dcera Anita Steintz proměnila v muzeum. Od té doby zde bylo postupně vystaveno více než 300 uměleckých děl. Dům zůstal téměř beze změny, jen některé pokoje byly upraveny na výstavní prostory. Návštěvníci mohou také ocenit zahradu se sochami, obklopenými původními rostlinami. Součástí expozice je i obsáhlá sbírka Trudina manžela, Hanse Steinitze, umístěná v knihovně. Kuchyň byla přeměněna na malou "kavárnu Praha", ve které rodina nabízí občerstvení ve formě východoevropského a židovského pečiva.
Z garáže se stala umělecká dílna pro děti i dospělé. V kulturním domě se s využitím adaptabilních prostor konají výstavy, koncerty, projekce, přednášky a mnoho dalších kulturních aktivit. Právě zde se také čas od času schází čeští krajané žijící v Ekvádoru.
Yad Vashem nazval Kulturní dům Trude Sojky Památníkem holokaustu. Mezi další ocenění patří například titul „Útočiště míru“, neboť Trude Sojka a její rodina jsou významným příkladem přežití a obnovy, boje proti antisemitismu, xenofobii a dalším druhům intolerance. Popularizaci své babičky šíří vnučka Gabriela Steinitz, která v roce 2016 přijela do Brna otevřít výstavu z jejích děl.